# 사나 (폴란드의 가수)
사나(Sanah, 본명: 주잔나 이레나 유르차크(폴란드어: Zuzanna Irena Jurczak), 1997년 9월 2일 ~ )는 폴란드의 싱어송라이터이다. 2019년 싱글 "Szampan"과 2020년 싱글 "Melodia"가 폴란드 싱글 차트에서 연달아 1위를 하면서 전국적으로 이름을 알렸다. 2020년 발매된 데뷔 앨범 Królowa dram 역시 폴란드 앨범 차트 1위를 하였다.

## 음반 목록

### 정규 음반
- Królowa dram (2020)
- Irenka (2021)
- Uczta (2022)
- Sanah śpiewa poezyje (2022)
- Kaprysy (2024)

### EP
- Ja na imię niewidzialna mam (2019)
- BUJDA (2020)